# Karolina Pułka-Ziach
Karolina Agnieszka Pułka-Ziach z domu Pułka (ur. 1979) – polska chemiczka, wykładowczyni Uniwersytetu Warszawskiego.

## Życiorys
Karolina Pułka-Ziach pochodzi z Lubawy. Ukończyła studia chemiczne na Uniwersytecie Warszawskim (2002). W 2007 obroniła z wyróżnieniem doktorat w specjalności chemia organiczna pod tytułem Synteza i zastosowanie cyklicznych pochodnych tryptofanu do otrzymywania analogów peptydów biologicznie czynnych (promotorka – Aleksandra Misicka-Kęsik). W 2019 habilitowała się, przedstawiając dzieło Helikalne foldamery oligomocznikowe jako strukturalne i funkcjonalne mimetyki peptydów i białek.
Od 2007 pracuje na Wydziale Chemii UW. W latach 2011–2013 odbyła staż na Uniwersytecie w Bordeaux.
Stypendystka, a następnie tutorka Krajowego Funduszu na rzecz Dzieci.